# Never, Never, Land
Never, Never, Land – drugi album brytyjskiej grupy muzycznej Unkle. Album ten wydany został we wrześniu 2003 przez wytwórnię Mo' Wax. Rok później, pod nazwą Never, Never, Land Revisited, wydano jego rozszerzoną wersję, Never, Never, Land Revisited, nakładem wytwórni Global Underground.

## Lista utworów
1. "Back & Forth" – 0:54
2. "Eye for an Eye" – 5:45
3. "In a State (feat. Graham Gouldman)" – 6:59
4. "Safe in Mind (Please take this gun from out my face)" (feat. Josh Homme) – 6:21
5. "I Need Something Stronger (feat. Brian Eno & Jarvis Cocker)" – 4:16
6. "What Are You to Me?" (feat. Joel Cadbury of South) – 6:45
7. "Panic Attack" – 5:13
8. "Invasion" (feat. 3D) – 5:15
9. "Reign" (feat. Ian Brown and Mani) – 5:32
10. "Glow" (feat. Joel Cadbury of South) – 4:19
11. "Inside" (feat. Grant Nicholas) – 8:20
12. "Awake the Unkind" – 4:35 (tylko na oryginalnej edycji)
13. "Eye for an Eye Backwards (Josh Homme & Alain Johannes Remix)" – 6:23 (utwór bonusowy na Never, Never, Land Revisited)
14. "Safe in Mind (Please take this gun from out my face) (Chris Goss Remix)" – 4:45 (utwór bonusowy na Never, Never, Land Revisited)